# Tratatul de la București (1918)

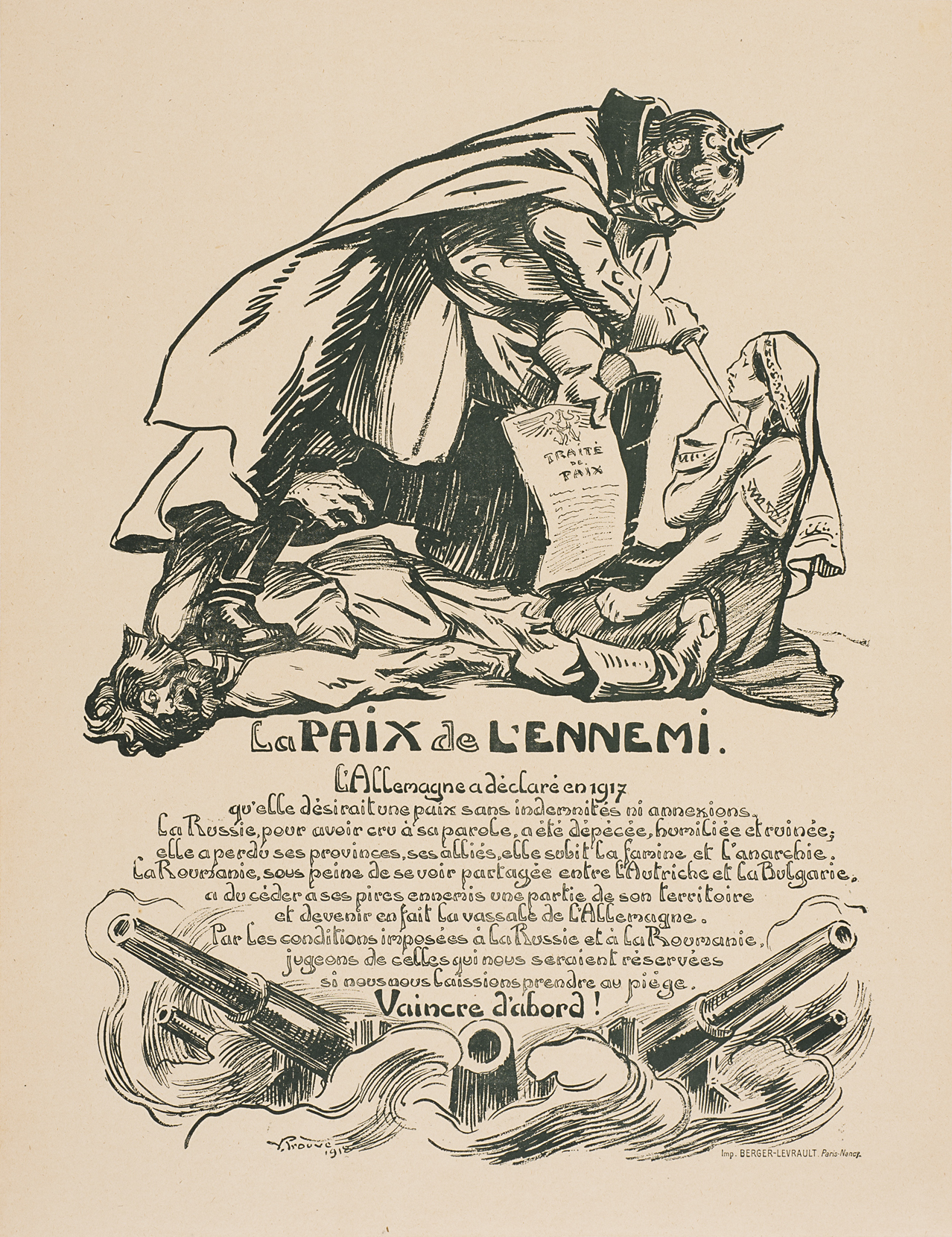
Caricatură politică franceză: Kaiserul german, cu piciorul pe cadavrul unui rus (Rusia), amenință cu un pumnal o femeie (România), ca să semneze tratatul de pace

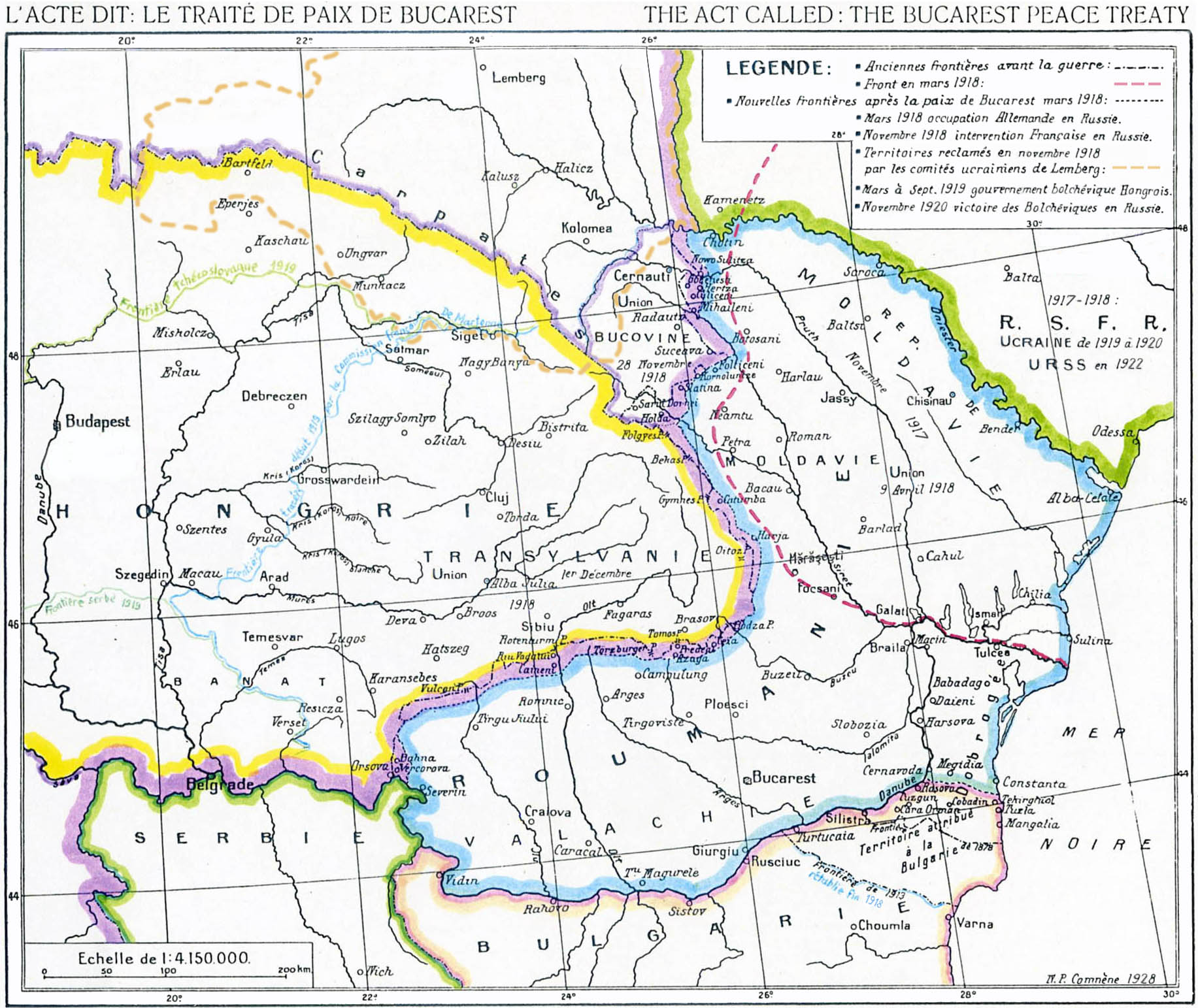
Hartă din Atlasul "Pământului românesc de-a lungul vremilor" de N.P. Comnenul, 1920: România la tratatul de la București (albastru); la vest de linia roșie, zona ocupată de Puterile Centrale.

Tratatul (Pacea) de la București, cunoscut și ca Pacea de la Buftea-București, a fost un tratat de pace semnat de România la 7 mai 1918, cu Imperiul German și Austro-Ungaria, în decursul Primului Război Mondial. Tratatul preliminar de pace a fost semnat în data de 20 februarie/5 martie 1918 la Buftea, de unde numele de Pacea de la Buftea-București.

## Context
Prin revoluția din 7 noiembrie 1917, bolșevicii, conduși de Lenin și finanțați de Germania preiau puterea la Sankt-Petersburg (capitala de atunci a Rusiei), înlăturând guvernul republican democrat al lui Kerenski. Guvernul bolșevic își îndeplinește angajamentele față de germani și decide retragerea Rusiei din război. Această retragere precum și epuizarea resurselor armatei române (populația civilă și ostașii fiind contaminați de epidemia de tifos) determină încheierea campaniei românești din Primul Război Mondial, din 1916-1917. În această situație dramatică, Guvernul român, refugiat la Iași, este silit să negocieze și să accepte cererile inamicului. Soldații ruși bolșevizați, care refuzau să mai lupte, important acum fiind consolidarea revoluției din octombrie, părăseau în masă frontul românesc.

## Dispozițiile tratatului

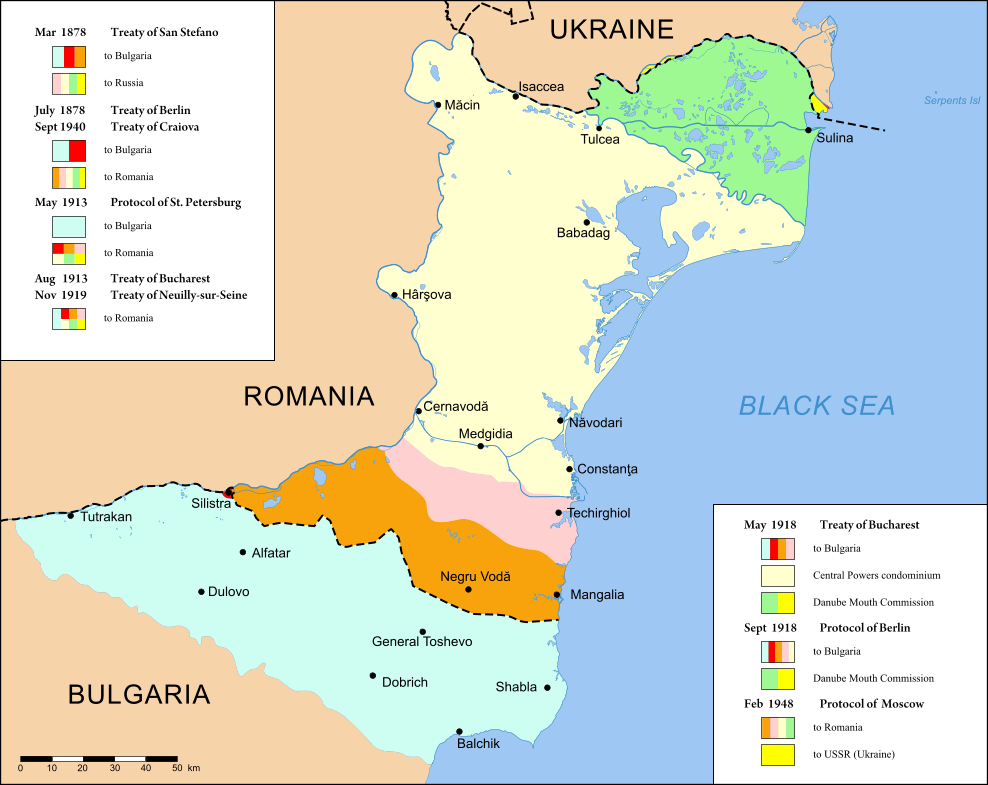
Harta Dobrogei cu diferitele frontiere: în portocaliu și roz teritoriul cedat, împreună cu Cadrilaterul, prin Tratatul de la București

Preliminariile tratatului de pace au fost semnate la 20 februarie/5 martie 1918 la Buftea de către reprezentantul României, Constantin Argetoianu, și împuterniciții Germaniei, Austro-Ungariei, Bulgariei și Turciei. Preliminariile păcii semnate la Buftea au fost transformate în tratatul de pace final semnat la 24 aprilie/7 mai 1918, la palatul Cotroceni din București, semnatarii din partea României fiind Alexandru Marghiloman, prim-ministru, Constantin C. Arion, ministru de externe, Mihail N. Burghele, ministru plenipotențiar, Ion N. Papiniu, ministru plenipotențiar. (Petre Otu, op. cit. p. 67) Prin tratatul de pace au fost acceptate condiții dure, dintre care se menționează:
- România trebuia să retrocedeze Dobrogea de sud (zisă "Cadrilater") și să cedeze o parte a Dobrogei de nord (la sud de linia Rasova-Agigea) Bulgariei, care reanexase deja "Cadrilaterul" în decembrie 1916; restul Dobrogei, între noua graniță bulgară-română și Brațul Sfântu Gheorghe, era cedat de către România Puterilor Centrale;[3]
- România urma să cedeze Austro-Ungariei controlul asupra trecătorilor Munților Carpați;
- România concesiona pe 90 de ani Germaniei toate exploatările petroliere, prin două societăți petroliere; șantierele navale intrau în stăpânirea statului german;
- dreptul Germaniei și al Austro-Ungariei de control al navigației pe Dunăre etc.

## Urmări
Simultan, dar în afara tratatului, Puterile Centrale acceptau să nu se opună unirii Basarabiei cu România, astfel că, deși învins, regatul ar fi ieșit, oricum, mărit din război.
Tratatul a fost ratificat de Parlamentul României (la 15/28 iunie 1918 de Camera Deputaților, iar la 21 iunie/4 iulie 1918 de către Senat), dar nu a fost niciodată promulgat de Regele României, Ferdinand I, dispozițiile sale au intrat în vigoare timp de șase luni, iar când Puterile Centrale au început să dea,  la rândul lor, în octombrie 1918, semne de epuizare, înțelegerile au fost anulate de guvernul Marghiloman, România reluând ostilitățile împotriva lor, cu ajutorul unui corp expediționar al armatei franceze, condus de generalul Berthelot. Aceasta a condus la Marea Unire din decembrie 1918, prin care toate teritoriile cu populație majoritară românească au intrat în componența României ("Întregirea").

## Vezi și
- Participarea României la Primul Război Mondial
- Tratatul de la București, 1812
- Tratatul de la București, 1913